# Cassie Collawn
Cassie Collawn (Estados Unidos) é uma ex-ginasta estadunidense, que competiu em provas de ginástica artística.
Collawn fez parte da equipe estadunidense que disputou os Jogos Pan-americanos de Chicago, em 1959. Na ocasião, conquistou a medalha de ouro por equipes, em prova disputada diretamente contra o Canadá, já que não havia outras seleções. Nas finais por aparelhos, foi mehalhista de bronze nas barras assimétricas, atrás da companheira de seleção, Betty Maycock.